# Bronzo di Antino
Il bronzo di Antino è un'epigrafe che rappresenta una della principali fonti di conoscenza della lingua marsa, una varietà dialettale estinta della lingua osco-umbra, parlata dal popolo italico dei Marsi. Fu rinvenuta nel sito d'interesse archeologico dell'antica Antinum, la contemporanea Civita d'Antino nell'odierno Abruzzo, intorno alla metà del XIX secolo. Rappresenta la prima documentazione della lingua marsa.

## Datazione
L'iscrizione è databile tra il III secolo a.C. ed il II secolo a.C. 
È conservata in buono stato nella sezione bronzi del museo del Louvre a Parigi (inventario numero 4081).
Una stampa della lamina è esposta nel museo Antinum di Civita d'Antino.

## Contenuto

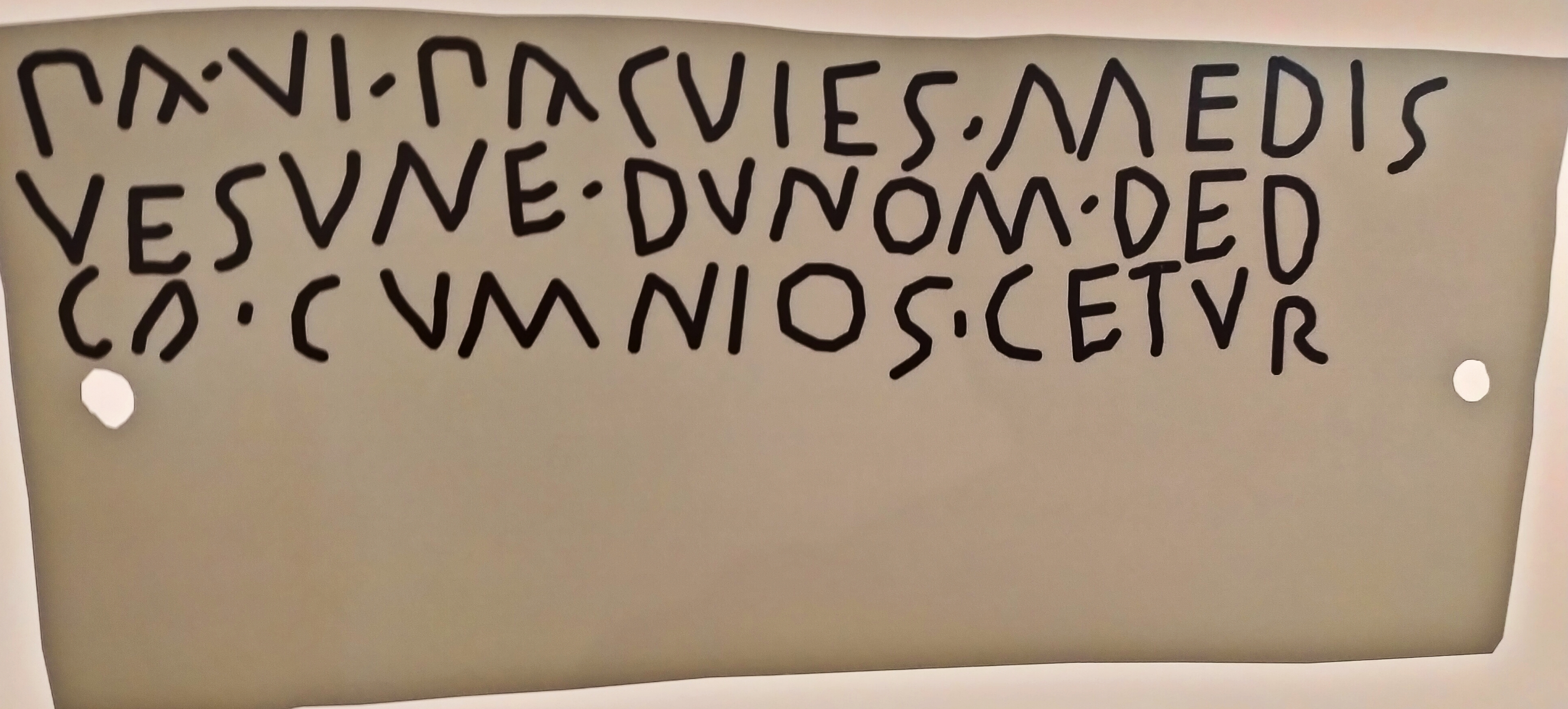
Stampa della lamina (Museo Antinum)

Il bronzo era offerto dal meddix, magistrato supremo di un popolo italico, Pacio Pacuvio alla dea Vesuna ("Vesune" o "Vesona"), paragonabile per certi versi con Cerere e con Flora. Significativo, dal punto di vista della ricostruzione della cultura italica, il fatto che questo meddix appaia nel bronzo privo di attributi particolari, a indicare la non necessaria specializzazione di tali figure.
Il testo è il seguente: